# احمد خل
احمد خل (به انگلیسی: Ahmed Khel) یک منطقهٔ مسکونی در پاکستان است که در خیبر پختونخوا واقع شده‌است.